# 452
Năm 452 là một năm trong lịch Julius.